# Дерман Софія Яківна
Софія Яківна Дерман (псевдонім — Софія Дальня)(1886—1960) — перша пролетарська поетеса Донбасу.

## Біографія
Софія Дерман народилась у Бахмуті, росла в сім'ї без батька, в сім'ї, де в нужді проходив кожен день.

### Луганськ
Переїхала в пошуках роботи в Луганськ, де вступила ученицею на цигаркову фабрику. Юна папіросниця увійшла в революційне підпілля і відразу ж зарекомендувала себе відданою партійній справі. Розносила листівки по ближніх селищах. Проводила серед бідуючих агітаційну діяльність, що з нужди народ вийде, коли замість багатіїв країною правитиме сам народ.
У 1903 році Софія вступила в РСДРП (Російська соціально-демократична робітнича партія), разом з Артемом, Г. І. Петровским, Ворошилов, М. М. Шверником.

### Донецьк
У 1905 році, отримуючи відповідальне партійне завдання від К.Ворошилова, пов'язане з переїздом до Юзівки на випадок можливого провалу, прийняла і інше ім'я — Софія Дальня. Дальня стає вмілим підпільником та конспіратором. Її голос звучить на робочих маївках і таємних сходках. Вона пише гнівні листівки, в яких просто і переконливо розповідає, чому важко живеться робочій людині. У Юзівці вона займається і поетичною творчістю, у своїх віршах доводить до читачів думку про те, що пролетарі є творцями свого щастя, яке може ними бути видобуто тільки в боротьбі з самодержавством. Переслідувана царською охранкою, вона потрапляє в Катеринославську в'язницю. Її чоловік, Дерман, посилено клопотався, щоб вагітну Софію випустили на свободу. Але цих прохань не прислухались. Син Анатолій народився в тюремній камері і там провів свій перший рік, поки, нарешті, мати не випустили на свободу. Маленький син виявився легальним прикриттям для матері, як і раніше активно співпрацювала в Донецькому революційному підпіллі. У період кампанії з виборів у четверту Державну Думу Софія Дальня проводить в Донецькому басейні велику роботу, пов'язану з агітацією за обрання більшовика Г. І. Петровського депутатом від робочої курії. Не залишає Софія поетичної творчості, займається журналістикою.
У 1912 році стала першим донецьким кореспондентом щойно створеної тоді Правди, листувалася з Леніним, Максимом Горьким.
Вона посилає в «Правду» кореспонденції з робочого Донбасу, публікує в газетах свої вірші. Софія весь час в гущі політичної боротьби, і в цій важкій і небезпечній нелегальної діяльності вона не залишає поетичну творчість. Зі своїм віршем вона виступає в першому номері журналу «Робітниця», який почав виходити в 1914 році. Там же публікується її вітання новому журналу російських робітниць. Після жовтня 1917 року Софія Дальня в вирі боротьби за зміцнення радянської влади. Вона бере активну участь у Російському і міжнародному жіночому русі.
У 1926 році в Москві та Ленінграді виходить тридцяти п'яти тисячним тиражем книга її віршів та прози «Перші кроки» присвячена революції в Донбасі.

### Тбілісі
Була направленна на керівну роботу в Грузію. Будучи завідувачкою жіночого відділу ЦК компартії республіки, вона відкрито виступила проти масових репресій, що проводив Л.Берія по відношенню до комуністів-керівників і до рядових членів партії. У відповідь не неї було зфабриковано звинувачення в пособництві ворогам народу, які намагалися «збити Грузію з шляху побудови соціалізму в республіці». Її заарештовують в 1935 і намагаються домогтися визнання в антипартійної, змовницької діяльності. Однак, домогтися визнання провини від Софії Дерман у інкримінованих злочинах слідству не вдавалося.
У 1948 році Софія Яківна повернулася з ув'язнення. Але, як виявилося, недовго довелося бути їй на волі. Прямота суджень про те, що склалося в країні і в партії в період культу особи Сталіна — Сталінського правового свавілля, спричинила нові репресії. Софію Яківну заарештовують і відправляють в Красноярську тайгову глухомань на лісоповал. І тільки в 1960 році хвору жінку яка ледве пересувалася за допомогою милиць, повністю реабілітували.
Вона повернулася до Тбілісі разом з сином Анатолієм, економістом за освітою, народженим в Катеринославській губернській в'язниці. Сина спіткала доля матері, з якою він був на каторжних роботах — лісоповалі і в кар'єрах. У грузинській столиці Софії Яківні дали квартиру, призначили персональну пенсію. Але з кожним днем її сили згасали. За три дні до смерті, 29 жовтня 1960, вона відправила листа до ЦК КПРС. У ньому такі рядки:

«Прикута до ліжка, я не втратила здатності стежити за тим, що відбувалося на з'їзді. Титанічна робота з виправлення сталінських збочень … по своїй значимості не менша, ніж сам жовтневий переворот 1917 року. Як би не злобствовалі вороги, як би боягузливо ні пророкували міщани, намагаючись захистити „чудотворну ікону“ від зняття з неї покриву, в робочому класі були і є сили, здатні розвіяти всякий міф і говорити мовою історичної правди. Спасибі вам за те, що я йду з життя необмовленою. Шкода тільки хороших людей і марні жертви».

У день смерті вона ще раз висловила синові жаль, що не повернулася в рідний Донбас, до Юзівки, де проходила її підпільна партійність і починалася її літературна діяльність: — Там моя земля, Толя, і там мені належало завершити свіє земне коло. Постарайся переїхати туди …

## Творчість
«Перші кроки» 1926

## Джерелла
- Летописцы шахтерского края. Донецк, 1968. — 432с
- Стаття «УШЕДШАЯ ИЗ ЖИЗНИ НЕОБОЛГАННОЙ» на сайті «Юзовка-Сталино-Донецк: страницы еврейской истории» [Архівовано 14 липня 2014 у Wayback Machine.] (рос.)